# Adstringerande medel
Adstringerande medel (av latinets adstringere, sammandraga) eller sammandragande medel kallas ämnen som verkar sammandragande på vävnader. Adstringerande medel verkar inte minst på slemhinnor och kan som effekt ha minskande på blodfyllnad, svullnad och avsöndring, varigenom vävnaden blir torrare på ytan. En sådan verkan utövas särskilt av den grupp av organiska syror som kallas garvsyror, dessutom av vissa metallsalter, såsom blyacetat, alun, järnsulfat, järnklorid, samt även av utspädda mineralsyror. Vissa salter, såsom silvernitrat (lapis) verkar i första hand etsande (dödande och förstörande) på vävnaden, därefter adstringerande på omgivningen. Den adstringerande verkan uppstår genom att de verksamma ämnena bildar kemiska föreningar med proteiner och bindvävselement i vävnaden, varigenom det på organens yta bildas ett tunt hölje, som skyddar och i någon mån även pressar samman underlaget. De adstringerande läkemedlen har utnyttjats vid slemhinnekatarrer och som blodstillande medel för att minska blödning. De kan underlätta sårläkning i det att sårkanterna närmar sig varandra. Om ett alunstift stryks mot fuktig hud kan det stoppa de småblödningar som kan uppstå vid rakning.